# Madeleine McGraw

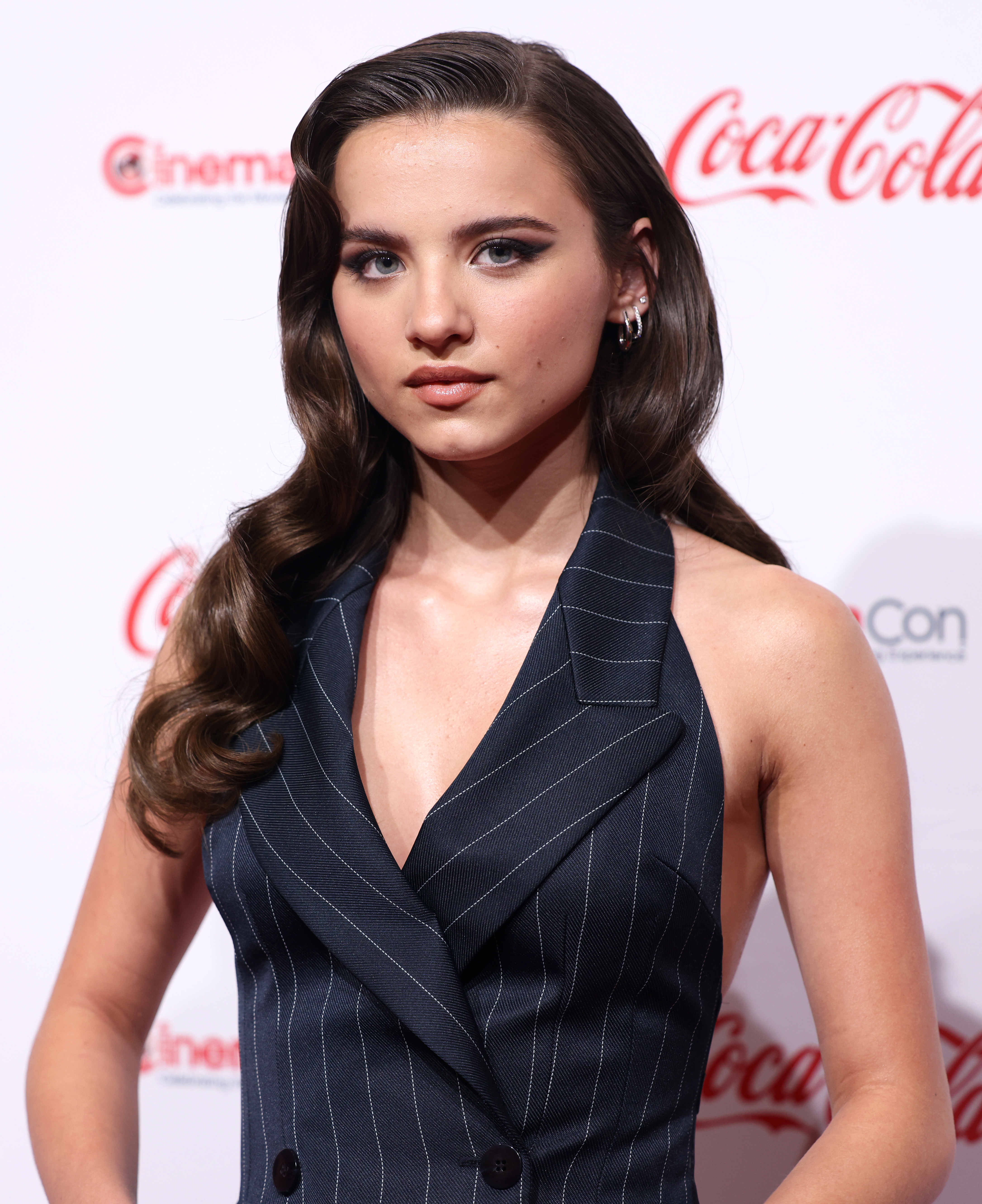
Madeleine McGraw, 2025

Madeleine Grace McGraw (* 22. Dezember 2008 in San Jose, Kalifornien, Vereinigte Staaten) ist eine US-amerikanische Schauspielerin und Synchronsprecherin. Sie begann ihre Karriere in Fernsehserien wie Bones, Selfie und Clarence und spielte ihre bekannteste Rolle 2021 in der Fernsehserie Das Geheimnis von Sulphur Springs.

## Leben und Karriere
Madeleine McGraw ist eines von vier Kindern; ihre drei Geschwister sind auch alle im Showgeschäft tätig. Zum ersten Mal in Erscheinung trat McGraw im Jahr 2014, als sie die Rolle der Molly Blake in der Fernsehserie Bones – Die Knochenjägerin verkörperte. 2016 erhielt sie schließlich ihre erste wichtigere Rolle in der Serie Outcast. Ab 2017 spielte sie außerdem in einigen Filmen mit, wie zum Beispiel in Cars 3: Evolution oder Ant-Man and the Wasp. Im Jahr 2019 übernahm sie außerdem die Stimme der Bonnie in dem Spielfilm A Toy Story: Alles hört auf kein Kommando. Ihre bekannteste Rolle ist allerdings die der Zoey Campbell in der Fernsehserie Das Geheimnis von Sulphur Springs.

## Filmografie (Auswahl)
- 2014: Bones – Die Knochenjägerin (Bones, Fernsehserie, 1 Folge)
- 2014: Hide and Seek (Kurzfilm)
- 2014: Selfie (Fernsehserie, 1 Folge)
- 2014: The Firefly Catcher (Kurzfilm)
- 2014: Clarence (Fernsehserie, Stimme der Rita Hall im Englischen)
- 2015: Stars (Kurzfilm)
- 2016: Susie Sunshine (Kurzfilm)
- 2016: Lucy in My Eyes (Kurzfilm)
- 2016–2017: Outcast (Fernsehserie, 15 Folgen)
- 2017: Cars 3: Evolution (Cars 3, Stimme)
- 2017: Do Re Mi (Video)
- 2018: Steps (Fernsehfilm)
- 2018: Reverie (Fernsehserie, 3 Folgen)
- 2018: Criminal Minds (Fernsehserie, 1 Folge)
- 2018: Ant-Man and the Wasp
- 2018: Pacific Rim: Uprising
- 2019: A Toy Story: Alles hört auf kein Kommando (Toy Story 4, Stimme)
- 2019: Lloronas Fluch (The Curse of La Llorona)
- 2019: The Mandela Effect
- 2019: A Christmas Wish (Fernsehfilm)
- 2021: The Black Phone
- seit 2021: Das Geheimnis von Sulphur Springs (Secrets of Sulphur Springs, Fernsehserie)
- 2022: The Harbinger
- 2023: What If…? (1 Folge, Stimme)